# Impatiens trigonosepala
Impatiens trigonosepala är en balsaminväxtart som beskrevs av Joseph Dalton Hooker. Impatiens trigonosepala ingår i släktet balsaminer, och familjen balsaminväxter. Inga underarter finns listade i Catalogue of Life.